# Puerto Lleras
Puerto Lleras est une municipalité située dans le département de Meta en Colombie.